# Combate de Ensenada (1828)
El Combate de Ensenada producido en enero de 1828, último año de la Guerra del Brasil fue un encuentro menor entre la Armada Argentina y la escuadra del Imperio del Brasil que bloqueaba el puerto de la ciudad de Buenos Aires.

## Historia
El 14 de enero de 1828 "á la oración", el comandante de la escuadra republicana Guillermo Brown eludiendo el bloqueo efectuó una salida de Los Pozos con las goletas Maldonado (Hidalgo, 3 cañones), 9 de Febrero (Leonardo Rosales, 7 piezas), Sarandí (Santiago Jorge Bynnon, 5 piezas), 8 de Febrero (Tomás Espora, 12 piezas) para dar convoy a la Juncal (César Fournier) que ponía rumbo a Estados Unidos en procura de refuerzos para la escuadra.
A las 23:30, escaseando el viento, y encontrándose en dos brazas y media de agua sobre la punta oriental del Banco Chico Brown dio órdenes de virar para ganar la entrada del canal del sur del puerto, pero pocos minutos después vio las luces de la escuadra enemiga por la proa por lo que cambio de rumbo al E.N.E hasta las tres de la mañana.
Al amanecer del 15 de enero de 1828, Brown se encontraba en el Banco de Ortiz. A las 7 de la mañana se separaba "de la goleta Juncal, en frente del arroyo de Pabon, creyéndola en este punto estar en seguridad" y emprendía el regreso.
A las 9 de la mañana se topó con el enemigo: "tres divisiones compuestas de diez buques, con otra más que salió de la Colonia de seis". La escuadra imperial cruzó su rumbo y Brown retrocedió río abajo con viento del sudeste.
En la tarde el viento rondó al este y Brown decidió intentar ganar el puerto de Ensenada de Barragán, pero fue nuevamente interceptado por una división compuesta de los bergantines de 18 cañones Caboclo (Jorge Santiago Inglis) y Pirajá (David Cartes o João das Botas) y de un bergantín goleta. Obligado a dar batalla, a las 16 se inició un fuerte cañoneo que duró hasta la noche, en que la oscuridad y la llegada del cuerpo principal de la escuadra enemiga obligaron a suspender la acción "que fue sostenida con tezon y bravura, salvándonos, sin embargo de haber perdido el mastelero de belacho, el bergantín goleta 8 de Febrero."
Mientras la Sarandí "se separaraba un poco antes de anochecer con el objeto de ver si podía cortar una goleta enemiga que se hallaba muy separada de su escuadra" la flota republicana se replegó sobre la costa. El 8 de febrero, que había perdido el mastelero, quedó rezagado pero consiguió retirarse mientras que los enemigos no pudieron llevar la persecución más allá del banco de Monte Santiago.
Ya en Los Pozos, en su parte del 16 y tras recomendar al Ministro de Guerra y Marina "la bravura y comportación del segundo gefe, comandantes, oficiales, y tripulaciones de estos buques", Brown aseguraba que "pocas acciones han sido mejor sostenidas en esta guerra en el Río de la Plata". 
En el mismo, agregaba que "el día de ayer llegó la vileza brasilera á su colmo, pues no siendo capaces de vencernos, se envilecían arrastrando nuestro pabellón por el agua; acción tan baja, no pudo menos que exasperarme, y contra mi carácter y principios, hice é hicieron mis demás buques otro tanto con la brasilera". 
El ministro Ramón Balcarce respondería manifestando el beneplácito del gobierno no solo "por el resultado favorable que ha tenido la empresa, sino también por el denuedo é intrepidez, con que ha sido sostenido el honor del pabellón nacional, en medio de la visible superioridad de la escuadra brasilera."
El combate según el Barón de Río Branco:

Los brigues Caboclo (comandante J. Inglis) y Maranhão (G. Anderson) y el brigue-escuna Constanza (J. Guillermo) persiguen, del banco de los Pescadores hasta la punta de Santiago, una escuadrilla argentina comandada por el almirante Brown, compuesta de las escunas Maldonado, Nueve de Febrero y Sarandí y del brigue-escuna Ocho de Febrero. Se libró un combate, siempre la vela, en que este último barco perdió el velo de velacho. Llegados a la punta de Santiago en aguas rasas, los barcos argentinos se llenaron y, con viento en popa, protegido por la noche, regresaron a Buenos Aires. En esta acción, tuvimos dos muertos y algunos heridos, siendo estos últimos el comandante Anderson..